# Stanisław Kwaskowski
Stanisław Kwaskowski, ps. Stachowiak (ur. 15 kwietnia 1897 w Warszawie, zm. 21 listopada 1986 tamże) – polski aktor teatralny i filmowy, dyrektor i kierownik teatrów. uczestnik powstania warszawskiego.

## Życiorys
Urodził się w rodzinie Józefa Romana (zm. 1923) i Marii Kwaskowskich (zm. 1950). Na scenie debiutował w 1919 roku. W okresie międzywojennym grał w teatrach na terenie całego kraju: w Toruniu (Teatr Narodowy 1921–1922, Teatr Miejski 1922–1925, Teatr Ziemi Pomorskiej 1934–1935), Krakowie (Teatr im. Juliusza Słowackiego 1928–1929), Poznaniu (Teatr Polski 1929–1932), Bydgoszczy (Teatr Miejski 1932–1933), Częstochowie (Teatr Miejski Kameralny 1935–1935) oraz w Warszawie (Teatr Malickiej 1935–1939, Teatr Kameralny 1935–1939). Podczas pobytu w stolicy, w 1939 roku ukończył studia na Wydziale Sztuki Reżyserskiej Państwowego Instytutu Sztuki Teatralnej.

Podczas II wojny światowej uczestniczył w powstaniu warszawskim w szeregach 104 Kompanii Syndykalistów Zgrupowania „Róg”, walcząc w Śródmieściu i na Starym Mieście. Po upadku powstania wyszedł z miasta wraz z ludnością cywilną.

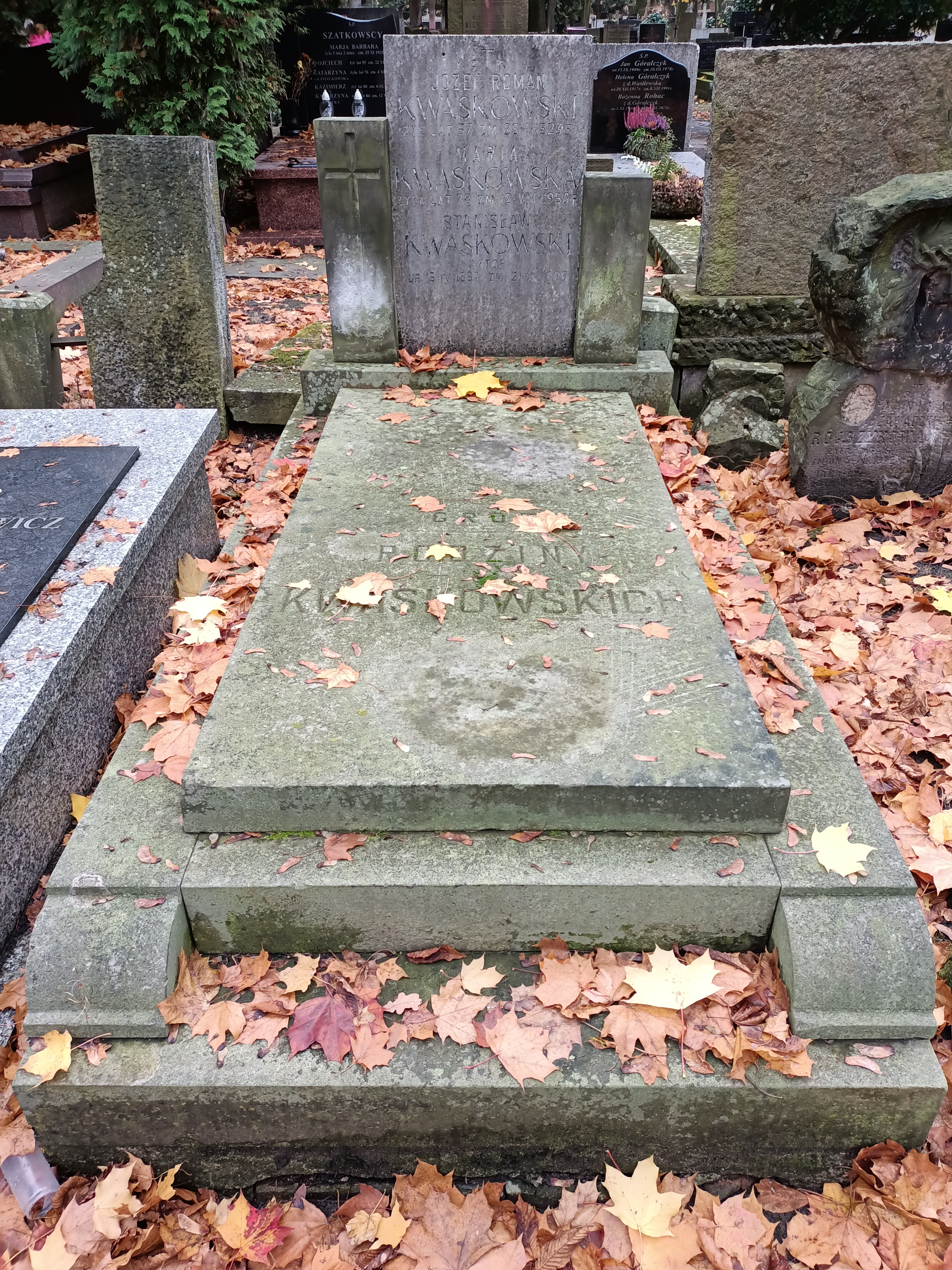
Grób Stanisława Kwaskowskiego na cmentarzu Powązkowskim

Po zakończeniu wojny, w 1945 roku występował w Teatrze Śląskim im. Stanisława Wyspiańskiego w Katowicach. Następnie, w latach 1945–1949 był dyrektorem i reżyserem Teatru Polskiego w Bielsku-Białej i Cieszynie. W latach 1949–1951 był dyrektorem naczelnym i artystycznym, a następnie kierownikiem artystycznym Teatru Wybrzeże w Gdańsku. W 1951 roku powrócił do Warszawy, gdzie występował na deskach Teatru Współczesnego (1951–1957) oraz Teatru Narodowego (1958–1959). W kolejnych latach, do 1961 roku był dyrektorem, kierownikiem artystycznym i reżyserem w Teatrze Ludowym. Przez ostatnie lata pracy artystycznej był związany z Teatrem Ateneum, gdzie grał do 1971 roku (po 1970 roku - gościnnie, jako emeryt). Wystąpił również w dwóch spektaklach Teatru Telewizji (1958–1964) oraz piętnastu audycjach Teatru Polskiego Radia (1952–1979). W 1947 otrzymał nagrodę Ministra Oświaty za rolę Grumia w spektaklu Poskromienie złośnicy na Festiwalu Szekspirowskim w Gdańsku.
W 1975 roku wydał książkę pt. Teatr w Toruniu 1920–1939 (Wydawnictwo Morskie). Był autorem licznych artykułów prasowych o tematyce teatralnej oraz niewydanych pamiętników pt. Gawędy teatralne prowincjonalnego aktora.
Zmarł w Warszawie, pochowany w grobie rodzinnym na cmentarzu Powązkowskim (kwatera 284-4-28).

## Filmografia
- Załoga (1951) – wykładowca Państwowej Szkoły Morskiej
- Pierwsze dni (1951) – Piwowarski, przewodniczący rady zakładowej
- Domek z kart (1953) – adwokat, współpracownik „Gazety Codziennej”
- Opowieść atlantycka (1954) – Blachier, wuj Gastona
- Kariera (1954) – adwokat Narcyz Gołębiowski
- Sprawa pilota Maresza (1955) – kapitan Henryk Dobrowolski
- Trzy kobiety (1956) – burmistrz Skołyszyna
- Pożegnanie z diabłem (1956) – Czumak, przewodniczący Gromadzkiej Rady Narodowej w Piaskach
- Nikodem Dyzma (1956) – gość na dancingu „Gigolo”
- Król Maciuś I (1957) – minister spraw zagranicznych
- Cafe pod Minogą (1959) – mężczyzna oglądający choinkę
- Rzeczywistość (1960) – adwokat
- Rozstanie (1960) – naczelnik stacji Antoni
- Droga na Zachód (1961)
- Gdzie jesteś, Luizo? (1964) – mecenas

## Ordery i odznaczenia
- Krzyż Kawalerski Orderu Odrodzenia Polski (11 lipca 1955)[3]
- Złoty Krzyż Zasługi (4 lipca 1948)[4]
- Medal 10-lecia Polski Ludowej (19 stycznia 1955)[5]